# عبيدي بيليه
عبد الرزاق أيو (بالإنجليزية: Abedi Pele)‏ الشهير باسم عبيدي بيليه (5 نوفمبر 1964 في دومي) لاعب كرة قدم غاني سابق كان يجيد اللعب في خط الوسط . تم اختياره أفضل لاعب كرة قدم أفريقي لثلاث سنوات متتالية من 1991 إلى 1993، اختاره البرازيلي بيليه ضمن أفضل 125 لاعب على قيد الحياة في اللائحة التي أصدرها في مارس 2004 بمناسبة مرور مائة عام على تأسيس الإتحاد الدولي لكرة القدم (فيفا).

## المسيرة الرياضية
بدأ بيليه مسيرته الرياضية في نادي ريال تامالي يونايتد المحلي سنة 1978 . خاض بيليه فترة تجربة أداء فاشلة في نادي زيورخ السويسري مما دعاه للموافقة على الانتقال إلى نادي السد القطري سنة 1983 وفي سنة 1984 انضم إلى نادي دراغونز دي ويمي البينيني وفي السنة التالية عاد إلى بلاده وانضم إلى ناديه الأصلي ريال تامالي يونايتد . في سنة 1986 قرر الموافقة على خوض غمار الاحتراف الأوروبي بالانضمام إلى نادي نيور الفرنسي ثم انتقل إلى نادي مولهاوس في 1987 ثم إلى نادي مرسيليا في نفس السنة . في أكتوبر 1988 انتقل إلى نادي ليل وفي سنة 1990 عاد إلى نادي مرسيليا وكون ثلاثيا رهيبا مع المهاجمان الفرنسي جان بيير بابان والإنجليزي كريس وادل وساهموا في الفوز ببطولة دوري الدرجة الأولى مرتين متتاليتين موسمي 1990-1991 و1991-1992 . كذلك ساهم في فوز النادي ببطولة دوري الدرجة الأولى وبطولة دوري أبطال أوروبا موسم 1992-1993 ولكن بسبب فضيحة التلاعب بالنتائج فقد تم سحب اللقبين من سجل النادي واللاعبين . وفي البطولة الأخيرة تم اختيار بيليه أفضل لاعب في المباراة النهائية أمام نادي إيه سي ميلان الإيطالي . على إثر فضيحة التلاعب بالنتائج قرر نادي مرسيليا بيع أغلبية نجوم الفريق وكان من بينهم بيليه الذي انتقل إلى نادي ليون في سنة 1993 وفي السنة التالية انتقل إلى نادي تورينو الإيطالي . في سنة 1996 انتقل إلى نادي ميونخ 1860 وفي سنة 1998 انضم إلى نادي العين الإماراتي وساهم في فوزه ببطولة دوري الدرجة الأولى موسم 1999-2000 وبطولة كأس الإمارات موسم 1998-1999 . قرر بشكل نهائي اعتزال لعب كرة القدم في سنة 2000 .
على المستوى الدولي شارك بيليه في أول مباراة مع منتخب غانا في سنة 1981 وتم استدعائه للمشاركة في بطولة كأس الأمم الأفريقية لكرة القدم 1982 التي أقيمت في ليبيا والتي توج فيها باللقب بعدما تغلب في المباراة النهائية على منتخب ليبيا المستضيف 7-6 بركلات الجزاء الترجيحية بعد انتهاء الوقتين الأصلي والإضافي بالتعادل 1-1 . خلال بطولة كأس الأمم الأفريقية لكرة القدم 1992 التي أقيمت في السنغال استلم بيليه شارة القيادة وساهم في تأهل منتخب بلاده إلى المباراة النهائية ولكن لم يشارك بها لحصوله على بطاقتين صفراوين في مباراتي الدور الربع النهائي والنصف النهائي وانتهت المباراة بالخسارة من منتخب ساحل العاج 10-11 بركلات الجزاء الترجيحية بعد انتهاء الوقتين الأصلي والإضافي بالتعادل 0-0 . في بطولة كأس الأمم الأفريقية لكرة القدم 1994 التي أقيمت في تونس ساهم في تأهل منتخب بلاده إلى الدور الربع النهائي حيث خسر من منتخب ساحل العاج مجددا 1-2 . في بطولة كأس الأمم الأفريقية لكرة القدم 1996 التي أقيمت في جنوب أفريقيا ساهمت أهدافه الثلاثة في تأمين صدارة المجموعة ومن ثم التأهل إلى الدور الربع النهائي ثم النصف النهائي لكنه سقط أمام المضيف بنتيجة 0-3 وبعدها احتل المركز الرابع . في بطولة كأس الأمم الأفريقية لكرة القدم 1998 التي أقيمت في بوركينا فاسو خرج منتخب غانا من الدور الأول على يد منتخبي تونس وجمهورية الكونغو الديمقراطية . بعد نهاية البطولة قرر بيليه اعتزال اللعب الدولي مع منتخب غانا على الرغم من عدم تحقق أمنيته في المشاركة في إحدى بطولات كأس العالم .

## بعد الاعتزال

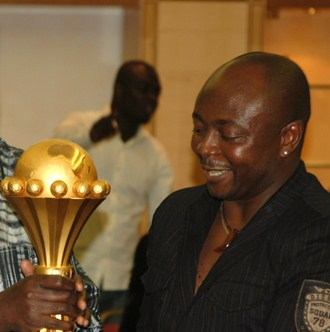
عبيدي بيليه يحمل كأس الأمم الإفريقية

شارك في مباراة نظمها الاتحاد الأوروبي لكرة القدم ونظيره الأفريقي بين نجوم القارتين الذين يبلغون من العمر ما بين 35 سنة و45 سنة في سنة 2001 .
في يونيو 2001 رشحته حكومة غانا من أجل تولي منصب رئيس اتحاد غانا لكرة القدم ولكنه رفض بسبب وجود من هو أجدر منه .
حاليا يمتلك بيليه نادي في الدرجة الثانية اسمه نانيا مليء بالمواهب الشابة المبشرة بمستقبل واعد .
والجدير بالذكر ان لدى عبيدي بيليه ابن يدعى إبراهيم وهو يلعب في نادي الزمالك المصري وآخران هما أندريه آيو لدى نوتينغهام فوريست الانجليزي وجوردان آيو لدى كريستال بالاس الانجليزي والذي أبرز تألقا ملحوظا في بطولة كأس العالم للشباب التي أقيمت عام 2009 في مصر وفاز مع منتخب بلاده باللقب لأول مرة في تاريخ غانا وفي تاريخ القارة السمراء وقد قال عنه أبوه انه سيكون امتدادا لمسيرته الرياضية.

## روابط خارجية
- عبيدي بيليه على موقع الاتحاد الدولي (مؤرشف)  (الإنجليزية)
- عبيدي بيليه على موقع الاتحاد الأوربي (الإنجليزية)
- عبيدي بيليه على موقع قاعدة بيانات كرة القدم.إي يو (الإنجليزية)
- عبيدي بيليه على موقع ليكيب (الفرنسية)
- عبيدي بيليه على موقع ناشيونال فوتبول تيمز (الإنجليزية)
- عبيدي بيليه على موقع عالم كرة القدم.نت (الإنجليزية)
- عبيدي بيليه على موقع كووورة